# Silvia Grandjean
Silvia Grandjean (* 27. August 1934 in Neuenburg, Schweiz) ist eine ehemalige Schweizer Eiskunstläuferin, die im Paarlauf startete. 
Ihr Eiskunstlaufpartner war ihr Bruder Michel Grandjean. Von 1952 bis 1954 wurden sie Schweizer Meister. Ihr erfolgreichstes Jahr war 1954. Erst wurden sie in Bozen Europameister und dann in Oslo Vizeweltmeister hinter den Kanadiern Frances Dafoe und Norris Bowden. Dies sind bis heute der einzige Europameisterschaftstitel und die einzige Weltmeisterschaftsmedaille für die Schweiz im Paarlauf. Bei ihren einzigen Olympischen Spielen belegten sie 1952 in Oslo den siebten Platz. 

## Ergebnisse

### Paarlauf
(mit Michel Grandjean)
| Wettbewerb / Jahr         | 1951 | 1952 | 1953 | 1954 |
| ------------------------- | ---- | ---- | ---- | ---- |
| Olympische Winterspiele   |      | 7.   |      |      |
| Weltmeisterschaften       | 7.   | 6.   | 4.   | 2.   |
| Europameisterschaften     | 4.   | 4.   |      | 1.   |
| Schweizer Meisterschaften |      | 1.   | 1.   | 1.   |